# Lisa Raymond
Pour les articles homonymes, voir Raymond.
Lisa Raymond, née le 10 août 1973 à Norristown (Pennsylvanie), est une joueuse de tennis américaine.

## Carrière tennistique

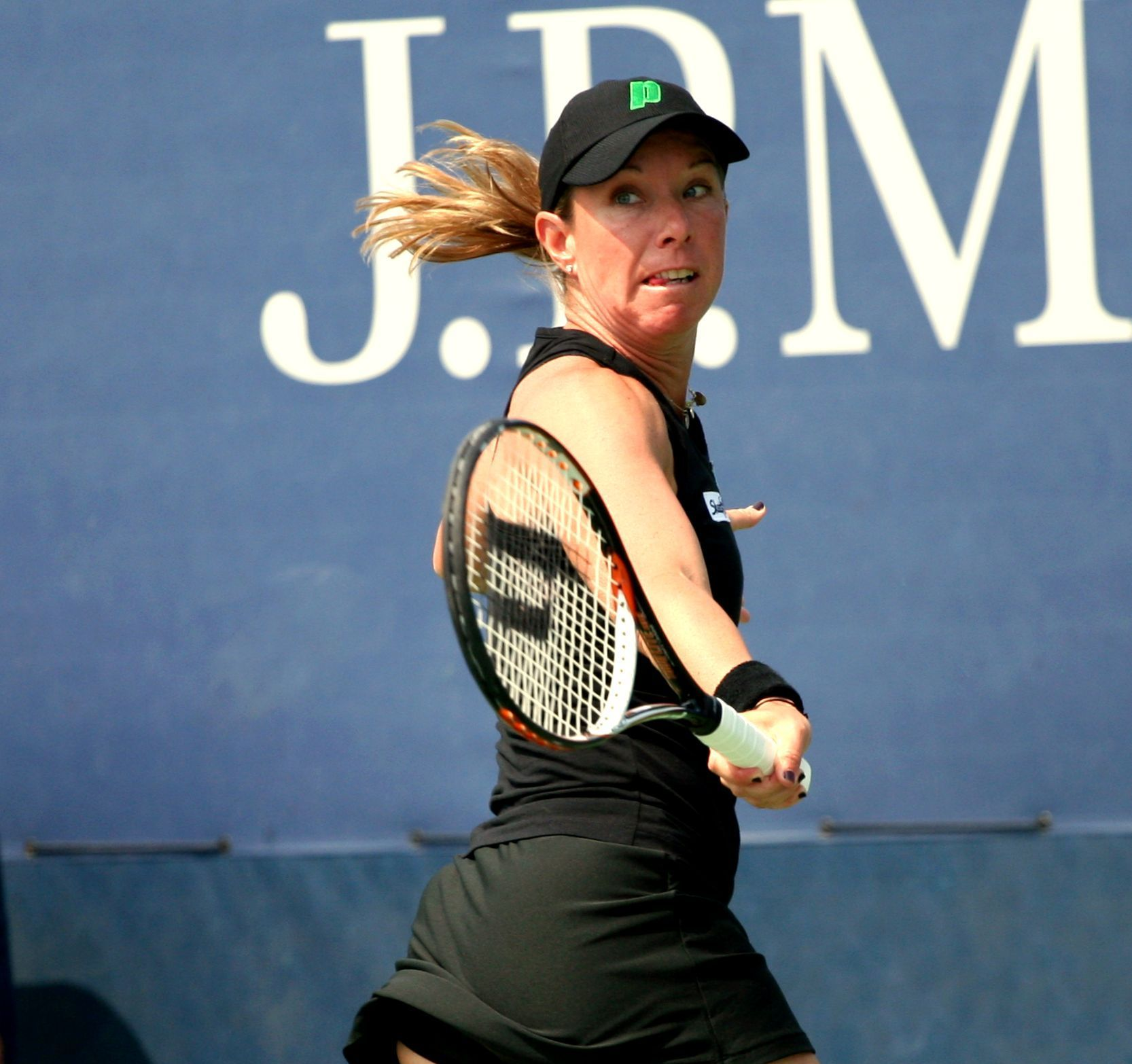
Lisa Raymond lors de l'U.S. Open de 2011.

Professionnelle de mai 1993 à septembre 2015, elle a remporté 4 tournois en simple et accède à la 15e place mondiale le 20 octobre 1997.
Mais c'est en double que Lisa Raymond obtient des résultats d'exception. Elle devient numéro 1 mondiale le 12 juin 2000, se maintient plusieurs semaines à ce classement, le retrouvant par la suite à de multiples reprises. Elle n'a pratiquement jamais quitté le top 5 depuis lors.
Lisa Raymond a remporté 79 titres WTA en double, y compris les quatre tournois du Grand chelem et le Masters.
Ses partenaires de prédilection sont Rennae Stubbs et Samantha Stosur. Elle a également collaboré avec Lindsay Davenport et Martina Navrátilová.
Le 23 avril 2012, elle atteint de nouveau la place de numéro 1 mondiale en double avec sa partenaire Liezel Huber, devenant ainsi à 38 ans la numéro 1 mondiale la plus âgée de l'histoire du classement WTA en simple ou en double.
Elle est ouvertement lesbienne et a été en couple avec Rennae Stubbs.

## Palmarès

### Titres en simple dames
| No | Date       | Nom et lieu du tournoi   | Catégorie | Dotation  | Surface         | Finaliste           | Score          |          |
| -- | ---------- | ------------------------ | --------- | --------- | --------------- | ------------------- | -------------- | -------- |
| 1  | 21-10-1996 | Challenge Bell, Québec   | Tier III  | 164 250 $ | Moquette (int.) | Els Callens         | 6-4, 6-4       | Parcours |
| 2  | 12-06-2000 | DFS Classic, Birmingham  | Tier III  | 170 000 $ | Gazon (ext.)    | Tamarine Tanasugarn | 6-2, 6-77, 6-4 | Parcours |
| 3  | 18-02-2002 | Kroger St. Jude, Memphis | Tier III  | 170 000 $ | Dur (int.)      | Alexandra Stevenson | 4-6, 6-3, 7-69 | Parcours |
| 4  | 17-02-2003 | Kroger St. Jude, Memphis | Tier III  | 170 000 $ | Dur (int.)      | Amanda Coetzer      | 6-3, 6-2       | Parcours |

### Finales en simple dames
| No | Date       | Nom et lieu du tournoi                      | Catégorie | Dotation  | Surface         | Vainqueure        | Score         |          |
| -- | ---------- | ------------------------------------------- | --------- | --------- | --------------- | ----------------- | ------------- | -------- |
| 1  | 16-05-1994 | European Open, Lucerne                      | Tier III  | 150 000 $ | Terre (ext.)    | Lindsay Davenport | 7-6, 6-4      | Parcours |
| 2  | 06-02-1995 | Ameritech Cup, Chicago                      | Tier II   | 430 000 $ | Moquette (int.) | Magdalena Maleeva | 7-5, 7-6      | Parcours |
| 3  | 31-07-1995 | Toshiba Tennis Classic, San Diego           | Tier II   | 430 000 $ | Dur (ext.)      | Conchita Martínez | 6-2, 6-0      | Parcours |
| 4  | 17-02-1997 | IGA Tennis Classic, Oklahoma City           | Tier III  | 164 250 $ | Dur (int.)      | Lindsay Davenport | 6-4, 6-2      | Parcours |
| 5  | 06-10-1997 | Porsche Tennis GP, Filderstadt              | Tier II   | 450 000 $ | Dur (int.)      | Martina Hingis    | 6-4, 6-2      | Parcours |
| 6  | 22-10-2001 | SEAT Open, Luxembourg                       | Tier III  | 170 000 $ | Dur (int.)      | Kim Clijsters     | 6-2, 6-2      | Parcours |
| 7  | 09-09-2002 | Big Island Championships, Waikoloa          | Tier IV   | 140 000 $ | Dur (ext.)      | Cara Black        | 7-61, 6-4     | Parcours |
| 8  | 16-02-2004 | Kroger St. Jude Cellular South Cup, Memphis | Tier III  | 190 000 $ | Dur (int.)      | Vera Zvonareva    | 4-6, 6-4, 7-5 | Parcours |

### Titres en double dames
| No | Date       | Nom et lieu du tournoi                         | Catégorie | Dotation     | Surface         | Partenaire          | Finalistes                                 | Score             |          |
| -- | ---------- | ---------------------------------------------- | --------- | ------------ | --------------- | ------------------- | ------------------------------------------ | ----------------- | -------- |
| 1  | 20-09-1993 | Nichirei International Championships Tokyo     | Tier II   | 375 000 $    | Dur (ext.)      | Chanda Rubin        | Amanda Coetzer Linda Wild                  | 6-4, 6-1          | Parcours |
| 2  | 21-02-1994 | The Evert Cup Indian Wells                     | Tier II   | 400 000 $    | Dur (ext.)      | Lindsay Davenport   | Manon Bollegraf Helena Suková              | 6-2, 6-4          | Parcours |
| 3  | 27-02-1995 | State Farm Evert Cup Indian Wells              | Tier II   | 430 000 $    | Dur (ext.)      | Lindsay Davenport   | Larisa Neiland Arantxa Sánchez             | 2-6, 6-4, 6-3     | Parcours |
| 4  | 28-10-1996 | Ameritech Cup Chicago                          | Tier II   | 450 000 $    | Moquette (int.) | Rennae Stubbs       | Angela Lettiere Nana Miyagi                | 6-1, 6-1          | Parcours |
| 5  | 11-11-1996 | Advanta Championships Philadelphie             | Tier II   | 450 000 $    | Moquette (int.) | Rennae Stubbs       | Nicole Arendt Lori McNeil                  | 6-4, 3-6, 6-3     | Parcours |
| 6  | 20-10-1997 | Challenge Bell Québec                          | Tier III  | 164 250 $    | Moquette (int.) | Rennae Stubbs       | Alexandra Fusai Nathalie Tauziat           | 6-4, 5-7, 7-5     | Parcours |
| 7  | 10-11-1997 | Advanta Championships Philadelphie             | Tier II   | 450 000 $    | Moquette (int.) | Rennae Stubbs       | Lindsay Davenport Jana Novotná             | 6-3, 7-5          | Parcours |
| 8  | 16-02-1998 | Faber Grand Prix Hanovre                       | Tier II   | 450 000 $    | Moquette (int.) | Rennae Stubbs       | Elena Likhovtseva Caroline Vis             | 6-1, 6-7, 6-3     | Parcours |
| 9  | 10-08-1998 | Boston Cup Boston                              | Tier III  | 164 250 $    | Dur (ext.)      | Rennae Stubbs       | Mariaan de Swardt Mary Joe Fernández       | 6-4, 6-4          | Parcours |
| 10 | 22-02-1999 | IGA Superthrift Classic Oklahoma City          | Tier III  | 180 000 $    | Dur (int.)      | Rennae Stubbs       | Amanda Coetzer Jessica Steck               | 6-3, 6-4          | Parcours |
| 11 | 23-08-1999 | Pilot Pen New Haven                            | Tier II   | 520 000 $    | Dur (ext.)      | Rennae Stubbs       | Elena Likhovtseva Jana Novotná             | 7-6, 6-2          | Parcours |
| 12 | 11-10-1999 | Swisscom Challenge Zurich                      | Tier I    | 1 050 000 $  | Dur (int.)      | Rennae Stubbs       | Nathalie Tauziat Natasha Zvereva           | 6-2, 6-2          | Parcours |
| 13 | 18-10-1999 | Kremlin Cup Moscou                             | Tier I    | 1 050 000 $  | Moquette (int.) | Rennae Stubbs       | Julie Halard Anke Huber                    | 6-1, 6-0          | Parcours |
| 14 | 08-11-1999 | Advanta Championships Philadelphie             | Tier II   | 520 000 $    | Moquette (int.) | Rennae Stubbs       | Chanda Rubin Sandrine Testud               | 6-1, 7-6          | Parcours |
| 15 | 17-01-2000 | Australian Open Melbourne                      | G. Chelem | 3 544 313 $  | Dur (ext.)      | Rennae Stubbs       | Martina Hingis Mary Pierce                 | 6-4, 5-7, 6-4     | Parcours |
| 16 | 15-05-2000 | Italian Open Rome                              | Tier I    | 1 080 000 $  | Terre (ext.)    | Rennae Stubbs       | Arantxa Sánchez Magüi Serna                | 6-3, 4-6, 6-3     | Parcours |
| 17 | 22-05-2000 | Open de España Villa de Madrid Madrid          | Tier III  | 170 000 $    | Terre (ext.)    | Rennae Stubbs       | Gala León García María Antonia Sánchez     | 6-1, 6-3          | Parcours |
| 18 | 31-07-2000 | Acura Classic San Diego                        | Tier II   | 535 000 $    | Dur (ext.)      | Rennae Stubbs       | Lindsay Davenport Anna Kournikova          | 4-6, 6-3, 7-66    | Parcours |
| 19 | 29-01-2001 | Toray Pan Pacific Open Tokyo                   | Tier I    | 1 188 000 $  | Moquette (int.) | Rennae Stubbs       | Anna Kournikova Iroda Tulyaganova          | 7-65, 2-6, 7-66   | Parcours |
| 20 | 26-02-2001 | State Farm Classic Scottsdale                  | Tier II   | 565 000 $    | Dur (ext.)      | Rennae Stubbs       | Kim Clijsters Meghann Shaughnessy          | Forfait           | Parcours |
| 21 | 16-04-2001 | Family Circle Cup XXIX Charleston              | Tier I    | 1 188 000 $  | Terre (ext.)    | Rennae Stubbs       | Virginia Ruano Pascual Paola Suárez        | 5-7, 7-65, 6-3    | Parcours |
| 22 | 18-06-2001 | Britannic Asset Int’l Championships Eastbourne | Tier II   | 565 000 $    | Gazon (ext.)    | Rennae Stubbs       | Cara Black Elena Likhovtseva               | 6-2, 6-2          | Parcours |
| 23 | 25-06-2001 | The Championships Wimbledon                    | G. Chelem | 4 545 319 $  | Gazon (ext.)    | Rennae Stubbs       | Kim Clijsters Ai Sugiyama                  | 6-4, 6-3          | Parcours |
| 24 | 27-08-2001 | US Open Flushing Meadows                       | G. Chelem | 6 628 000 $  | Dur (ext.)      | Rennae Stubbs       | Kimberly Po Nathalie Tauziat               | 6-2, 5-7, 7-5     | Parcours |
| 25 | 08-10-2001 | Porsche Tennis Grand Prix Filderstadt          | Tier II   | 565 000 $    | Dur (int.)      | Lindsay Davenport   | Justine Henin Meghann Shaughnessy          | 6-4, 6-74, 7-5    | Parcours |
| 26 | 15-10-2001 | Swisscom Challenge Zurich                      | Tier I    | 1 185 000 $  | Dur (int.)      | Lindsay Davenport   | Sandrine Testud Roberta Vinci              | 6-3, 2-6, 6-2     | Parcours |
| 27 | 29-10-2001 | Sanex Championships Munich                     | Masters   | 3 000 000 $  | Dur (int.)      | Rennae Stubbs       | Cara Black Elena Likhovtseva               | 7-5, 3-6, 6-3     | Parcours |
| 28 | 07-01-2002 | Adidas International Sydney                    | Tier II   | 585 000 $    | Dur (ext.)      | Rennae Stubbs       | Martina Hingis Anna Kournikova             | Forfait           | Parcours |
| 29 | 28-01-2002 | Toray Pan Pacific Open Tokyo                   | Tier I    | 1 224 000 $  | Moquette (int.) | Rennae Stubbs       | Els Callens Roberta Vinci                  | 6-1, 6-1          | Parcours |
| 30 | 25-02-2002 | State Farm Classic Scottsdale                  | Tier II   | 585 000 $    | Dur (ext.)      | Rennae Stubbs       | Cara Black Elena Likhovtseva               | 6-3, 5-7, 7-64    | Parcours |
| 31 | 04-03-2002 | Pacific Life Open Indian Wells                 | Tier I    | 2 100 000 $  | Dur (ext.)      | Rennae Stubbs       | Elena Dementieva Janette Husárová          | 7-5, 6-0          | Parcours |
| 32 | 18-03-2002 | NASDAQ-100 Open Miami                          | Tier I    | 2 860 000 $  | Dur (ext.)      | Rennae Stubbs       | Virginia Ruano Pascual Paola Suárez        | 7-64, 6-74, 6-3   | Parcours |
| 33 | 15-04-2002 | Family Circle Cup Charleston                   | Tier I    | 1 224 000 $  | Terre (ext.)    | Rennae Stubbs       | Alexandra Fusai Caroline Vis               | 6-4, 3-6, 7-64    | Parcours |
| 34 | 17-06-2002 | Britannic Asset Int’l Championships Eastbourne | Tier II   | 585 000 $    | Gazon (ext.)    | Rennae Stubbs       | Cara Black Elena Likhovtseva               | 6-75, 7-66, 6-2   | Parcours |
| 35 | 22-07-2002 | Bank of the West Classic Stanford              | Tier II   | 585 000 $    | Dur (ext.)      | Rennae Stubbs       | Janette Husárová Conchita Martínez         | 6-1, 6-1          | Parcours |
| 36 | 07-10-2002 | Porsche Grand Prix Filderstadt                 | Tier II   | 625 000 $    | Dur (int.)      | Lindsay Davenport   | Meghann Shaughnessy Paola Suárez           | 6-2, 6-4          | Parcours |
| 37 | 03-03-2003 | Pacific Life Open Indian Wells                 | Tier I    | 2 100 000 $  | Dur (ext.)      | Lindsay Davenport   | Kim Clijsters Ai Sugiyama                  | 3-6, 6-4, 6-1     | Parcours |
| 38 | 14-04-2003 | Bausch & Lomb Championships Amelia Island      | Tier II   | 585 000 $    | Terre (ext.)    | Lindsay Davenport   | Virginia Ruano Pascual Paola Suárez        | 7-5, 6-2          | Parcours |
| 39 | 16-06-2003 | Hastings Direct Int’l Championships Eastbourne | Tier II   | 585 000 $    | Gazon (ext.)    | Lindsay Davenport   | Jennifer Capriati Magüi Serna              | 6-3, 6-2          | Parcours |
| 40 | 21-07-2003 | Bank of the West Classic Stanford              | Tier II   | 635 000 $    | Dur (ext.)      | Cara Black          | Cho Yoon-jeong Francesca Schiavone         | 7-65, 6-1         | Parcours |
| 41 | 06-10-2003 | Porsche Tennis Grand Prix Filderstadt          | Tier II   | 650 000 $    | Dur (int.)      | Rennae Stubbs       | Cara Black Martina Navrátilová             | 6-2, 6-4          | Parcours |
| 42 | 27-10-2003 | Advanta Championships Philadelphie             | Tier II   | 585 000 $    | Dur (int.)      | Martina Navrátilová | Cara Black Rennae Stubbs                   | 6-3, 6-4          | Parcours |
| 43 | 17-05-2004 | Wien Energie Grand Prix Vienne                 | Tier III  | 170 000 $    | Terre (ext.)    | Martina Navrátilová | Cara Black Rennae Stubbs                   | 6-2, 7-5          | Parcours |
| 44 | 01-11-2004 | Advanta Championships Philadelphie             | Tier II   | 585 000 $    | Dur (int.)      | Alicia Molik        | Liezel Huber Corina Morariu                | 7-5, 6-4          | Parcours |
| 45 | 13-06-2005 | Hastings Direct Int’l Championships Eastbourne | Tier II   | 585 000 $    | Gazon (ext.)    | Rennae Stubbs       | Elena Likhovtseva Vera Zvonareva           | 6-3, 7-5          | Parcours |
| 46 | 22-08-2005 | Pilot Pen Tennis New Haven                     | Tier II   | 600 000 $    | Dur (ext.)      | Samantha Stosur     | Gisela Dulko Maria Kirilenko               | 6-2, 6-76, 6-1    | Parcours |
| 47 | 29-08-2005 | US Open Flushing Meadows                       | G. Chelem | 7 147 042 $  | Dur (ext.)      | Samantha Stosur     | Elena Dementieva Flavia Pennetta           | 6-2, 5-7, 6-3     | Parcours |
| 48 | 26-09-2005 | FORTIS Championships Luxembourg                | Tier II   | 585 000 $    | Dur (int.)      | Samantha Stosur     | Cara Black Rennae Stubbs                   | 7-5, 6-1          | Parcours |
| 49 | 10-10-2005 | Ladies Kremlin Cup Moscou                      | Tier I    | 1 300 000 $  | Moquette (int.) | Samantha Stosur     | Cara Black Rennae Stubbs                   | 6-2, 6-4          | Parcours |
| 50 | 07-11-2005 | Tour Championships by Porsche Los Angeles      | Masters   | 3 000 000 $  | Dur (int.)      | Samantha Stosur     | Cara Black Rennae Stubbs                   | 6-75, 7-5, 6-4    | Parcours |
| 51 | 30-01-2006 | Toray Pan Pacific Open Tokyo                   | Tier I    | 1 340 000 $  | Moquette (int.) | Samantha Stosur     | Cara Black Rennae Stubbs                   | 6-2, 6-1          | Parcours |
| 52 | 20-02-2006 | M. Keegan & Cellular South Cup Memphis         | Tier III  | 175 000 $    | Dur (int.)      | Samantha Stosur     | Victoria Azarenka Caroline Wozniacki       | 7-62, 6-3         | Parcours |
| 53 | 06-03-2006 | Pacific Life Open Indian Wells                 | Tier I    | 2 100 000 $  | Dur (ext.)      | Samantha Stosur     | Virginia Ruano Pascual Meghann Shaughnessy | 6-2, 7-5          | Parcours |
| 54 | 20-03-2006 | NASDAQ-100 Open Miami                          | Tier I    | 3 450 000 $  | Dur (ext.)      | Samantha Stosur     | Liezel Huber Martina Navrátilová           | 6-4, 7-5          | Parcours |
| 55 | 10-04-2006 | Family Circle Cup Charleston                   | Tier I    | 1 340 000 $  | Terre (ext.)    | Samantha Stosur     | Virginia Ruano Pascual Meghann Shaughnessy | 3-6, 6-1, 6-1     | Parcours |
| 56 | 29-05-2006 | Roland-Garros Paris                            | G. Chelem | 6 747 626 $  | Terre (ext.)    | Samantha Stosur     | Daniela Hantuchová Ai Sugiyama             | 6-3, 6-2          | Parcours |
| 57 | 02-10-2006 | Porsche Tennis Grand Prix Stuttgart            | Tier II   | 650 000 $    | Dur (int.)      | Samantha Stosur     | Cara Black Rennae Stubbs                   | 6-3, 6-4          | Parcours |
| 58 | 24-10-2006 | Generali Ladies Linz                           | Tier II   | 600 000 $    | Dur (int.)      | Samantha Stosur     | Corina Morariu Katarina Srebotnik          | 6-3, 6-0          | Parcours |
| 59 | 30-10-2006 | Gaz de France Stars Hasselt                    | Tier III  | 175 000 $    | Moquette (int.) | Samantha Stosur     | Eléni Daniilídou Jasmin Wöhr               | 6-2, 6-3          | Parcours |
| 60 | 06-11-2006 | Sony Ericsson Championships Madrid             | Masters   | 3 000 000 $  | Dur (int.)      | Samantha Stosur     | Cara Black Rennae Stubbs                   | 3-6, 6-3, 6-3     | Parcours |
| 61 | 29-01-2007 | Toray Pan Pacific Open Tokyo                   | Tier I    | 1 340 000 $  | Moquette (int.) | Samantha Stosur     | Vania King Rennae Stubbs                   | 7-66, 3-6, 7-5    | Parcours |
| 62 | 05-03-2007 | Pacific Life Open Indian Wells                 | Tier I    | 2 100 000 $  | Dur (ext.)      | Samantha Stosur     | Chan Yung-jan Chuang Chia-jung             | 6-3, 7-5          | Parcours |
| 63 | 19-03-2007 | Sony Ericsson Open Miami                       | Tier I    | 3 450 000 $  | Dur (ext.)      | Samantha Stosur     | Cara Black Liezel Huber                    | 6-4, 3-6, [10-2]  | Parcours |
| 64 | 07-05-2007 | Qatar Telecom German Open Berlin               | Tier I    | 1 340 000 $  | Terre (ext.)    | Samantha Stosur     | Tathiana Garbin Roberta Vinci              | 6-3, 6-4          | Parcours |
| 65 | 18-06-2007 | Hastings Direct Int’l Championships Eastbourne | Tier II   | 600 000 $    | Gazon (ext.)    | Samantha Stosur     | Květa Peschke Rennae Stubbs                | 6-75, 6-4, 6-3    | Parcours |
| 66 | 25-02-2008 | M. Keegan & Cellular South Cup Memphis         | Tier III  | 175 000 $    | Dur (int.)      | Lindsay Davenport   | Angela Haynes Mashona Washington           | 6-3, 6-1          | Parcours |
| 67 | 17-08-2008 | Pilot Pen Tennis by Schick New Haven           | Tier II   | 600 000 $    | Dur (ext.)      | Květa Peschke       | Sorana Cîrstea Monica Niculescu            | 4-6, 7-5, [10-7]  | Parcours |
| 68 | 12-10-2009 | HP Japan Women's Open Tennis Osaka             | Intern'l  | 220 000 $    | Dur (ext.)      | Chuang Chia-jung    | Chanelle Scheepers Abigail Spears          | 6-2, 6-4          | Parcours |
| 69 | 07-06-2010 | Aegon Classic Birmingham                       | Intern'l  | 220 000 $    | Gazon (ext.)    | Cara Black          | Liezel Huber Bethanie Mattek-Sands         | 6-3, 3-2, ab.     | Parcours |
| 70 | 14-06-2010 | Aegon International Eastbourne                 | Premier   | 600 000 $    | Gazon (ext.)    | Rennae Stubbs       | Květa Peschke Katarina Srebotnik           | 6-2, 2-6, [13-11] | Parcours |
| 71 | 08-08-2011 | Coupe Rogers Toronto                           | Premier 5 | 2 050 000 $  | Dur (ext.)      | Liezel Huber        | Victoria Azarenka Maria Kirilenko          | Forfait           | Parcours |
| 72 | 29-08-2011 | US Open Flushing Meadows                       | G. Chelem | 10 768 000 $ | Dur (ext.)      | Liezel Huber        | Vania King Yaroslava Shvedova              | 4-6, 7-65, 7-63   | Parcours |
| 73 | 26-09-2011 | Toray Pan Pacific Open Tokyo                   | Premier 5 | 2 050 000 $  | Dur (ext.)      | Liezel Huber        | Gisela Dulko Flavia Pennetta               | 7-64, 0-6, [10-6] | Parcours |
| 74 | 25-10-2011 | TEB BNP Paribas WTA Championships Istanbul     | Masters   | 4 900 000 $  | Dur (int.)      | Liezel Huber        | Květa Peschke Katarina Srebotnik           | 6-4, 6-4          | Parcours |
| 75 | 06-02-2012 | Open GDF Suez Paris                            | Premier   | 637 000 $    | Dur (int.)      | Liezel Huber        | Anna-Lena Grönefeld Petra Martić           | 7-63, 6-1         | Parcours |
| 76 | 13-02-2012 | Qatar Total Open 2012 Doha                     | Premier 5 | 2 168 400 $  | Dur (ext.)      | Liezel Huber        | Raquel Kops-Jones Abigail Spears           | 6-3, 6-1          | Parcours |
| 77 | 20-02-2012 | Duty Free Tennis Championships Dubaï           | Premier   | 2 000 000 $  | Dur (ext.)      | Liezel Huber        | Sania Mirza Elena Vesnina                  | 6-2, 6-1          | Parcours |
| 78 | 07-03-2012 | BNP Paribas Open Indian Wells                  | PREMIER*  | 5 536 664 $  | Dur (ext.)      | Liezel Huber        | Sania Mirza Elena Vesnina                  | 6-2, 6-3          | Parcours |
| 79 | 19-08-2012 | New Haven Open at Yale New Haven               | Premier   | 637 000 $    | Dur (ext.)      | Liezel Huber        | Andrea Hlaváčková Lucie Hradecká           | 4-6, 6-0, [10-4]  | Parcours |

### Finales en double dames
| No | Date       | Nom et lieu du tournoi                        | Catégorie | Dotation     | Surface         | Vainqueures                                | Partenaire          | Score             |          |
| -- | ---------- | --------------------------------------------- | --------- | ------------ | --------------- | ------------------------------------------ | ------------------- | ----------------- | -------- |
| 1  | 23-05-1994 | Roland-Garros Paris                           | G. Chelem | 3 561 928 $  | Terre (ext.)    | Gigi Fernández Natasha Zvereva             | Lindsay Davenport   | 6-2, 6-2          | Parcours |
| 2  | 08-08-1994 | Virginia Slims of Los Angeles Manhattan Beach | Tier II   | 400 000 $    | Dur (ext.)      | Julie Halard Nathalie Tauziat              | Jana Novotná        | 6-1, 0-6, 6-1     | Parcours |
| 3  | 30-10-1995 | Challenge Bell Québec                         | Tier III  | 161 250 $    | Moquette (int.) | Nicole Arendt Manon Bollegraf              | Rennae Stubbs       | 7-6, 4-6, 6-2     | Parcours |
| 4  | 13-01-1997 | Ford Australian Open Melbourne                | G. Chelem | 4 058 100 $  | Dur (ext.)      | Martina Hingis Natasha Zvereva             | Lindsay Davenport   | 6-2, 6-2          | Parcours |
| 5  | 07-03-1997 | State Farm Evert Cup Indian Wells             | Tier I    | 1 250 000 $  | Dur (ext.)      | Lindsay Davenport Natasha Zvereva          | Nathalie Tauziat    | 6-3, 6-2          | Parcours |
| 6  | 26-05-1997 | Roland-Garros Paris                           | G. Chelem | 4 566 003 $  | Terre (ext.)    | Gigi Fernández Natasha Zvereva             | Mary Joe Fernández  | 6-2, 6-3          | Parcours |
| 7  | 30-03-1998 | Family Circle Mag. Cup Hilton Head            | Tier I    | 926 250 $    | Terre (ext.)    | Conchita Martínez Patricia Tarabini        | Rennae Stubbs       | 3-6, 6-4, 6-4     | Parcours |
| 8  | 08-06-1998 | DFS Classic Birmingham                        | Tier III  | 164 250 $    | Gazon (ext.)    | Els Callens Julie Halard                   | Rennae Stubbs       | 2-6, 6-4, 6-4     | Parcours |
| 9  | 19-10-1998 | MGTS Kremlin Cup Moscou                       | Tier I    | 1 000 000 $  | Moquette (int.) | Mary Pierce Natasha Zvereva                | Rennae Stubbs       | 6-3, 6-4          | Parcours |
| 10 | 05-04-1999 | Bausch & Lomb Championships Amelia Island     | Tier II   | 520 000 $    | Terre (ext.)    | Conchita Martínez Patricia Tarabini        | Rennae Stubbs       | 7-5, 0-6, 6-4     | Parcours |
| 11 | 09-08-1999 | Acura Classic Los Angeles                     | Tier II   | 520 000 $    | Dur (ext.)      | Larisa Neiland Arantxa Sánchez             | Rennae Stubbs       | 6-2, 6-7, 6-0     | Parcours |
| 12 | 19-06-2000 | Direct Line Int’l Championships Eastbourne    | Tier II   | 535 000 $    | Gazon (ext.)    | Ai Sugiyama Nathalie Tauziat               | Rennae Stubbs       | 2-6, 6-3, 7-63    | Parcours |
| 13 | 06-11-2000 | Advanta Championships Philadelphie            | Tier II   | 535 000 $    | Moquette (int.) | Martina Hingis Anna Kournikova             | Rennae Stubbs       | 6-2, 7-5          | Parcours |
| 14 | 08-01-2001 | Adidas International Sydney                   | Tier II   | 515 000 $    | Dur (ext.)      | Anna Kournikova Barbara Schett             | Rennae Stubbs       | 6-2, 7-5          | Parcours |
| 15 | 21-03-2001 | Ericsson Open Miami                           | Tier I    | 2 720 000 $  | Dur (ext.)      | Arantxa Sánchez Nathalie Tauziat           | Rennae Stubbs       | 6-0, 6-4          | Parcours |
| 16 | 21-05-2001 | Open de España Villa de Madrid Madrid         | Tier III  | 170 000 $    | Terre (ext.)    | Virginia Ruano Pascual Paola Suárez        | Rennae Stubbs       | 7-5, 2-6, 7-64    | Parcours |
| 17 | 27-05-2002 | Roland-Garros Paris                           | G. Chelem | 5 011 256 $  | Terre (ext.)    | Virginia Ruano Pascual Paola Suárez        | Rennae Stubbs       | 6-4, 6-2          | Parcours |
| 18 | 27-01-2003 | Toray Pan Pacific Open Tokyo                  | Tier I    | 1 300 000 $  | Moquette (int.) | Elena Bovina Rennae Stubbs                 | Lindsay Davenport   | 6-3, 6-4          | Parcours |
| 19 | 24-02-2003 | State Farm Classic Scottsdale                 | Tier II   | 585 000 $    | Dur (ext.)      | Kim Clijsters Ai Sugiyama                  | Lindsay Davenport   | 6-1, 6-4          | Parcours |
| 20 | 28-07-2003 | Acura Classic San Diego                       | Tier II   | 1 000 000 $  | Dur (ext.)      | Kim Clijsters Ai Sugiyama                  | Lindsay Davenport   | 6-4, 7-5          | Parcours |
| 21 | 12-04-2004 | Family Circle Cup Charleston                  | Tier I    | 1 300 000 $  | Terre (ext.)    | Virginia Ruano Pascual Paola Suárez        | Martina Navrátilová | 6-4, 6-1          | Parcours |
| 22 | 23-08-2004 | Pilot Pen Tennis by Michelob New Haven        | Tier II   | 585 000 $    | Dur (ext.)      | Nadia Petrova Meghann Shaughnessy          | Martina Navrátilová | 6-1, 1-6, 7-64    | Parcours |
| 23 | 23-03-2005 | NASDAQ-100 Open Miami                         | Tier I    | 3 115 000 $  | Dur (ext.)      | Svetlana Kuznetsova Alicia Molik           | Rennae Stubbs       | 7-5, 6-75, 6-2    | Parcours |
| 24 | 31-10-2005 | Advanta Championships Philadelphie            | Tier II   | 585 000 $    | Dur (int.)      | Cara Black Rennae Stubbs                   | Samantha Stosur     | 6-4, 7-64         | Parcours |
| 25 | 16-01-2006 | Australian Open Melbourne                     | G. Chelem | 6 137 580 $  | Dur (ext.)      | Yan Zi Zheng Jie                           | Samantha Stosur     | 2-6, 7-67, 6-3    | Parcours |
| 26 | 22-08-2006 | Pilot Pen Tennis New Haven                    | Tier II   | 600 000 $    | Dur (ext.)      | Yan Zi Zheng Jie                           | Samantha Stosur     | 6-4, 6-2          | Parcours |
| 27 | 15-10-2007 | Zürich Open Zurich                            | Tier I    | 1 340 000 $  | Dur (int.)      | Květa Peschke Rennae Stubbs                | Francesca Schiavone | 7-5, 7-61         | Parcours |
| 28 | 23-06-2008 | The Championships Wimbledon                   | G. Chelem | 10 524 070 $ | Gazon (ext.)    | Serena Williams Venus Williams             | Samantha Stosur     | 6-2, 6-2          | Parcours |
| 29 | 25-08-2008 | US Open Flushing Meadows                      | G. Chelem | 9 350 000 $  | Dur (ext.)      | Cara Black Liezel Huber                    | Samantha Stosur     | 6-3, 7-66         | Parcours |
| 30 | 15-09-2008 | Toray Pan Pacific Open Tokyo                  | Tier I    | 1 340 000 $  | Dur (ext.)      | Vania King Nadia Petrova                   | Samantha Stosur     | 6-1, 6-4          | Parcours |
| 31 | 09-02-2009 | Open GDF Suez Paris                           | Premier   | 600 000 $    | Dur (int.)      | Cara Black Liezel Huber                    | Květa Peschke       | 6-4, 3-6, [10-4]  | Parcours |
| 32 | 25-03-2009 | Sony Ericsson Open Miami                      | PREMIER*  | 4 500 000 $  | Dur (ext.)      | Svetlana Kuznetsova Amélie Mauresmo        | Květa Peschke       | 4-6, 6-3, [10-3]  | Parcours |
| 33 | 06-04-2009 | MPS Group Championships Ponte Vedra Beach     | Intern'l  | 220 000 $    | Terre (ext.)    | Chuang Chia-jung Sania Mirza               | Květa Peschke       | 6-3, 4-6, [10-7]  | Parcours |
| 34 | 09-05-2009 | Mutua Madrileña Open Madrid                   | PREMIER*  | 4 500 000 $  | Terre (ext.)    | Cara Black Liezel Huber                    | Květa Peschke       | 4-6, 6-3, [10-6]  | Parcours |
| 35 | 02-08-2010 | Mercury Insurance Open San Diego              | Premier   | 700 000 $    | Dur (ext.)      | Maria Kirilenko Zheng Jie                  | Rennae Stubbs       | 6-4, 6-4          | Parcours |
| 36 | 09-08-2010 | Western & Southern Open Cincinnati            | Premier 5 | 2 000 000 $  | Dur (ext.)      | Victoria Azarenka Maria Kirilenko          | Rennae Stubbs       | 7-64, 7-68        | Parcours |
| 37 | 13-06-2011 | Aegon International Eastbourne                | Premier   | 618 000 $    | Gazon (ext.)    | Květa Peschke Katarina Srebotnik           | Liezel Huber        | 6-3, 6-0          | Parcours |
| 38 | 25-07-2011 | Bank of the West Classic Stanford             | Premier   | 721 000 $    | Dur (ext.)      | Victoria Azarenka Maria Kirilenko          | Liezel Huber        | 6-1, 6-3          | Parcours |
| 39 | 08-01-2012 | Apia International Sydney                     | Premier   | 637 000 $    | Dur (ext.)      | Květa Peschke Katarina Srebotnik           | Liezel Huber        | 6-1, 4-6, [13-11] | Parcours |
| 40 | 11-06-2012 | Aegon Classic Birmingham                      | Intern'l  | 220 000 $    | Gazon (ext.)    | Tímea Babos Hsieh Su-wei                   | Liezel Huber        | 7-5, 6-72, [10-8] | Parcours |
| 41 | 18-06-2012 | Aegon International Eastbourne                | Premier   | 637 000 $    | Gazon (ext.)    | Nuria Llagostera Vives María José Martínez | Liezel Huber        | 6-4, 0-0, ab.     | Parcours |
| 42 | 18-03-2013 | Sony Open Tennis Miami                        | PREMIER*  | 5 185 625 $  | Dur (ext.)      | Nadia Petrova Katarina Srebotnik           | Laura Robson        | 6-1, 7-62         | Parcours |
| 43 | 05-01-2014 | Hobart International Hobart                   | Intern'l  | 250 000 $    | Dur (ext.)      | Monica Niculescu Klára Zakopalová          | Zhang Shuai         | 6-2, 6-75, [10-8] | Parcours |

### Titres en double mixte
| No | Date       | Nom et lieu du tournoi         | Catégorie | Dotation      | Surface      | Partenaire        | Finalistes                        | Score         |          |
| -- | ---------- | ------------------------------ | --------- | ------------- | ------------ | ----------------- | --------------------------------- | ------------- | -------- |
| 1  | 26-08-1996 | US Open Flushing Meadows       | G. Chelem | 4 004 885 $   | Dur (ext.)   | Patrick Galbraith | Manon Bollegraf Rick Leach        | 7-66, 7-64    | Parcours |
| 2  | 21-06-1999 | The Championships Wimbledon    | G. Chelem | 4 732 303 $   | Gazon (ext.) | Leander Paes      | Anna Kournikova Jonas Björkman    | 6-4, 3-6, 6-3 | Parcours |
| 3  | 26-08-2002 | US Open Flushing Meadows       | G. Chelem | 6 261 690 $   | Dur (ext.)   | Mike Bryan        | Katarina Srebotnik Bob Bryan      | 7-69, 7-61    | Parcours |
| 4  | 26-05-2003 | Roland-Garros Paris            | G. Chelem | 6 225 054 $   | Terre (ext.) | Mike Bryan        | Elena Likhovtseva Mahesh Bhupathi | 6-3, 6-4      | Parcours |
| 5  | 30-12-2005 | Hyundai Hopman Cup XVIII Perth | ITF       | 1 000 000 AU$ | Dur (int.)   | Taylor Dent       | Michaëlla Krajicek Peter Wessels  | 2 matchs à 1  | Parcours |
| 6  | 25-06-2012 | The Championships Wimbledon    | G. Chelem | 11 174 883 $  | Gazon (ext.) | Mike Bryan        | Elena Vesnina Leander Paes        | 6-3, 5-7, 6-4 | Parcours |

### Finales en double mixte
| No | Date       | Nom et lieu du tournoi      | Catégorie | Dotation     | Surface      | Vainqueures                       | Partenaire        | Score            |          |
| -- | ---------- | --------------------------- | --------- | ------------ | ------------ | --------------------------------- | ----------------- | ---------------- | -------- |
| 1  | 26-05-1997 | Roland-Garros Paris         | G. Chelem | 4 566 003 $  | Terre (ext.) | Rika Hiraki Mahesh Bhupathi       | Patrick Galbraith | 6-4, 6-1         | Parcours |
| 2  | 31-08-1998 | US Open Flushing Meadows    | G. Chelem | 6 012 000 $  | Dur (ext.)   | Serena Williams Max Mirnyi        | Patrick Galbraith | 6-2, 6-2         | Parcours |
| 3  | 27-08-2001 | US Open Flushing Meadows    | G. Chelem | 6 628 000 $  | Dur (ext.)   | Rennae Stubbs Todd Woodbridge     | Leander Paes      | 6-4, 5-7, [11-9] | Parcours |
| 4  | 21-06-2010 | The Championships Wimbledon | G. Chelem | 9 781 631 $  | Gazon (ext.) | Cara Black Leander Paes           | Wesley Moodie     | 6-4, 7-65        | Parcours |
| 5  | 24-06-2013 | The Championships Wimbledon | G. Chelem | 16 775 934 $ | Gazon (ext.) | Kristina Mladenovic Daniel Nestor | Bruno Soares      | 5-7, 6-2, 8-6    | Parcours |

## Parcours en Grand Chelem

### En simple dames
| Année | Open d'Australie | Open d'Australie    | Internationaux de France | Internationaux de France | Wimbledon       | Wimbledon           | US Open                                              | US Open           |
| ----- | ---------------- | ------------------- | ------------------------ | ------------------------ | --------------- | ------------------- | ---------------------------------------------------- | ----------------- |
| 1989  | -                | -                   | -                        | -                        | -               | -                   | 1er tour (1/64)                                      | Isabel Cueto      |
| 1990  | -                | -                   | -                        | -                        | -               | -                   | 1er tour (1/64)                                      | Karin Kschwendt   |
| 1991  | —                | —                   | —                        | —                        | —               | —                   | Q1 \|\| style="text-align:left" \| Eugenia Maniokova |                   |
| 1992  | -                | -                   | -                        | -                        | -               | -                   | 2e tour (1/32)                                       | Monica Seles      |
| 1993  | -                | -                   | -                        | -                        | 4e tour (1/8)   | Jennifer Capriati   | 2e tour (1/32)                                       | Natasha Zvereva   |
| 1994  | 2e tour (1/32)   | Sandrine Testud     | 1er tour (1/64)          | Petra Ritter             | 1er tour (1/64) | Nana Miyagi         | 3e tour (1/16)                                       | Kimiko Date       |
| 1995  | 3e tour (1/16)   | Jana Novotná        | -                        | -                        | 4e tour (1/8)   | Gabriela Sabatini   | 2e tour (1/32)                                       | Kimiko Date       |
| 1996  | 1er tour (1/64)  | Rita Grande         | 1er tour (1/64)          | Magdalena Maleeva        | 2e tour (1/32)  | Conchita Martínez   | 4e tour (1/8)                                        | Amanda Coetzer    |
| 1997  | 2e tour (1/32)   | Martina Hingis      | 4e tour (1/8)            | Mary Joe Fernández       | 2e tour (1/32)  | Nicole Arendt       | 2e tour (1/32)                                       | Magdalena Maleeva |
| 1998  | 3e tour (1/16)   | Patty Schnyder      | 1er tour (1/64)          | Tatiana Panova           | 1er tour (1/64) | Martina Hingis      | 3e tour (1/16)                                       | Conchita Martínez |
| 1999  | 1er tour (1/64)  | Lea Ghirardi        | 1er tour (1/64)          | Andrea Glass             | 4e tour (1/8)   | Alexandra Stevenson | 2e tour (1/32)                                       | Patty Schnyder    |
| 2000  | 2e tour (1/32)   | Arantxa Sánchez     | 2e tour (1/32)           | Tathiana Garbin          | 1/4 de finale   | Serena Williams     | 3e tour (1/16)                                       | Mary Pierce       |
| 2001  | 1er tour (1/64)  | Marlene Weingärtner | 1er tour (1/64)          | Andrea Glass             | 3e tour (1/16)  | Justine Henin       | 3e tour (1/16)                                       | Venus Williams    |
| 2002  | 3e tour (1/16)   | Magdalena Maleeva   | 1er tour (1/64)          | Eva Bes-Ostariz          | 4e tour (1/8)   | Venus Williams      | 3e tour (1/16)                                       | Chanda Rubin      |
| 2003  | 2e tour (1/32)   | Anca Barna          | 2e tour (1/32)           | Flavia Pennetta          | 3e tour (1/16)  | Mary Pierce         | 2e tour (1/32)                                       | Melinda Czink     |
| 2004  | 1/4 de finale    | Patty Schnyder      | 2e tour (1/32)           | Arantxa Parra            | 2e tour (1/32)  | Ľudmila Cervanová   | 3e tour (1/16)                                       | Justine Henin     |
| 2005  | 3e tour (1/16)   | Anastasia Myskina   | 1er tour (1/64)          | Sanda Mamic              | 1er tour (1/64) | Tatiana Panova      | 2e tour (1/32)                                       | Julia Schruff     |
| 2006  | 1er tour (1/64)  | Elena Likhovtseva   | 1er tour (1/64)          | Martina Hingis           | 2e tour (1/32)  | Venus Williams      | 1er tour (1/64)                                      | Mara Santangelo   |

À droite du résultat, l’ultime adversaire.

### En double dames
| Année | Open d'Australie              | Open d'Australie            | Internationaux de France      | Internationaux de France     | Wimbledon                     | Wimbledon                     | US Open                      | US Open                    |
| ----- | ----------------------------- | --------------------------- | ----------------------------- | ---------------------------- | ----------------------------- | ----------------------------- | ---------------------------- | -------------------------- |
| 1990  | -                             | -                           | -                             | -                            | -                             | -                             | 2e tour (1/16) Erika de Lone | Jana Novotná Helena Suková |
| 1993  | -                             | -                           | -                             | -                            | -                             | -                             | 2e tour (1/16) Nicole Provis | S. Cecchini P. Tarabini    |
| 1994  | 3e tour (1/8) L. Davenport    | MJ Fernández Zina Garrison  | Finale L. Davenport           | G. Fernández N. Zvereva      | 3e tour (1/8) L. Davenport    | Linda Wild Chanda Rubin       | 1/4 de finale L. Davenport   | Jana Novotná A. Sánchez    |
| 1995  | 1/2 finale L. Davenport       | G. Fernández N. Zvereva     | -                             | -                            | 1er tour (1/32) L. Davenport  | Amy Frazier Kimberly Po       | 3e tour (1/8) L. Davenport   | Lori McNeil Helena Suková  |
| 1996  | 1/4 de finale G. Sabatini     | L. Davenport MJ Fernández   | 3e tour (1/8) Rennae Stubbs   | Katrina Adams M. de Swardt   | 3e tour (1/8) Rennae Stubbs   | E. Smylie Linda Wild          | 2e tour (1/16) Rennae Stubbs | S. Jeyaseelan Rene Simpson |
| 1997  | Finale L. Davenport           | M. Hingis N. Zvereva        | Finale MJ Fernández           | G. Fernández N. Zvereva      | 1/4 de finale MJ Fernández    | G. Fernández N. Zvereva       | 3e tour (1/8) Rennae Stubbs  | G. Fernández N. Zvereva    |
| 1998  | 1/2 finale Rennae Stubbs      | M. Hingis Mirjana Lučić     | 1er tour (1/32) Rennae Stubbs | C. Dhenin Émilie Loit        | 1/2 finale Rennae Stubbs      | M. Hingis Jana Novotná        | 1/2 finale Rennae Stubbs     | M. Hingis Jana Novotná     |
| 1999  | 1/2 finale Rennae Stubbs      | M. Hingis A. Kournikova     | 1er tour (1/32) Rennae Stubbs | Vanessa Menga Elena Wagner   | 3e tour (1/8) Rennae Stubbs   | Liezel Huber K. Srebotnik     | 3e tour (1/8) Rennae Stubbs  | Chanda Rubin S. Testud     |
| 2000  | Victoire Rennae Stubbs        | M. Hingis Mary Pierce       | 3e tour (1/8) Rennae Stubbs   | Anke Huber B. Schett         | 1/2 finale Rennae Stubbs      | Julie Halard Ai Sugiyama      | 1/4 de finale Rennae Stubbs  | Cara Black Likhovtseva     |
| 2001  | 1er tour (1/32) Rennae Stubbs | M. Hingis Monica Seles      | 1/2 finale Rennae Stubbs      | Jelena Dokić C. Martínez     | Victoire Rennae Stubbs        | Kim Clijsters Ai Sugiyama     | Victoire Rennae Stubbs       | Kimberly Po N. Tauziat     |
| 2002  | 1/2 finale Rennae Stubbs      | M. Hingis A. Kournikova     | Finale Rennae Stubbs          | V. Ruano Paola Suárez        | 1/4 de finale Rennae Stubbs   | A. Kournikova Chanda Rubin    | 3e tour (1/8) Rennae Stubbs  | Kim Clijsters Shaughnessy  |
| 2003  | 1/2 finale L. Davenport       | S. Williams V. Williams     | 3e tour (1/8) L. Davenport    | Elena Bovina Alicia Molik    | 1/2 finale L. Davenport       | Kim Clijsters Ai Sugiyama     | 2e tour (1/16) M. Sharapova  | S. Kuznetsova Navrátilová  |
| 2004  | 2e tour (1/16) Navrátilová    | L. Davenport C. Morariu     | 1/2 finale Navrátilová        | S. Kuznetsova Likhovtseva    | 1/2 finale Navrátilová        | Liezel Huber Ai Sugiyama      | 1/4 de finale Navrátilová    | S. Kuznetsova Likhovtseva  |
| 2005  | 2e tour (1/16) Rennae Stubbs  | M. Bartoli A.-L. Grönefeld  | 1/4 de finale Rennae Stubbs   | C. Morariu P. Schnyder       | 1er tour (1/32) Rennae Stubbs | S. Cohen Selima Sfar          | Victoire S. Stosur           | E. Dementieva F. Pennetta  |
| 2006  | Finale S. Stosur              | Yan Zi Zheng Jie            | Victoire S. Stosur            | D. Hantuchová Ai Sugiyama    | 3e tour (1/8) S. Stosur       | V. Ruano Paola Suárez         | 1/2 finale S. Stosur         | Dinara Safina K. Srebotnik |
| 2007  | 1/2 finale S. Stosur          | Cara Black Liezel Huber     | 1/2 finale S. Stosur          | K. Srebotnik Ai Sugiyama     | 1/2 finale S. Stosur          | K. Srebotnik Ai Sugiyama      | 3e tour (1/8) S. Stosur      | B. Mattek Sania Mirza      |
| 2008  | 1er tour (1/32) F. Schiavone  | N. Vaidišová B. Z. Strýcová | 3e tour (1/8) S. Stosur       | N. Llagostera M. J. Martínez | Finale S. Stosur              | S. Williams V. Williams       | Finale S. Stosur             | Cara Black Liezel Huber    |
| 2009  | 3e tour (1/8) Květa Peschke   | N. Dechy M. Santangelo      | 3e tour (1/8) Květa Peschke   | A. Radwańska U. Radwańska    | 1er tour (1/32) V. Zvonareva  | Sara Errani Carla Suárez      | 1er tour (1/32) Shenay Perry | V. Razzano Ágnes Szávay    |
| 2010  | 1/2 finale Rennae Stubbs      | S. Williams V. Williams     | 3e tour (1/8) Rennae Stubbs   | M. Kirilenko A. Radwańska    | 1/4 de finale Rennae Stubbs   | Liezel Huber B. Mattek        | 1/4 de finale Rennae Stubbs  | Liezel Huber Nadia Petrova |
| 2011  | 3e tour (1/8) Julia Görges    | N. Grandin V. Uhlířová      | 1/2 finale Liezel Huber       | Sania Mirza Elena Vesnina    | 1/4 de finale Liezel Huber    | M. Erakovic T. Tanasugarn     | Victoire Liezel Huber        | Vania King Y. Shvedova     |
| 2012  | 1/4 de finale Liezel Huber    | Sania Mirza Elena Vesnina   | 1er tour (1/32) Liezel Huber  | Kaia Kanepi Zhang Shuai      | 1/2 finale Liezel Huber       | S. Williams V. Williams       | 3e tour (1/8) Liezel Huber   | Hsieh Su-wei Anabel Medina |
| 2013  | 2e tour (1/16) M. Kirilenko   | A. Barty C. Dellacqua       | -                             | -                            | 2e tour (1/16) Laura Robson   | A.-L. Grönefeld Květa Peschke | 3e tour (1/8) Polona Hercog  | A. Hlaváčková L. Hradecká  |
| 2014  | 3e tour (1/8) D. Hantuchová   | E. Makarova Elena Vesnina   | 3e tour (1/8) Liezel Huber    | Hsieh Su-wei Peng Shuai      | 2e tour (1/16) Liezel Huber   | Shuko Aoyama R. Voráčová      | 3e tour (1/8) Vania King     | E. Makarova Elena Vesnina  |
| 2015  | 1er tour (1/32) Mirjana Lučić | Kiki Bertens J. Larsson     | -                             | -                            | 1/4 de finale Cara Black      | E. Makarova Elena Vesnina     | 1er tour (1/32) Madison Keys | K. Flipkens Laura Robson   |

Sous le résultat, la partenaire ; à droite, l’ultime équipe adverse.

### En double mixte
| Année | Open d'Australie              | Open d'Australie            | Internationaux de France      | Internationaux de France     | Wimbledon                    | Wimbledon                   | US Open                      | US Open                     |
| ----- | ----------------------------- | --------------------------- | ----------------------------- | ---------------------------- | ---------------------------- | --------------------------- | ---------------------------- | --------------------------- |
| 1990  | -                             | -                           | -                             | -                            | -                            | -                           | 1er tour (1/16) Ivan Baron   | E. Smylie T. Woodbridge     |
| 1994  | -                             | -                           | 3e tour (1/8) Rick Leach      | K. Boogert Menno Oosting     | 3e tour (1/8) Rick Leach     | Pam Shriver Byron Black     | 1er tour (1/16) Rick Leach   | Mary Pierce Murphy Jensen   |
| 1995  | 1/4 de finale David Adams     | G. Fernández Cyril Suk      | -                             | -                            | 1er tour (1/32) David Adams  | Lori McNeil T. Middleton    | 1er tour (1/16) Mark Knowles | M. McGrath Matt Lucena      |
| 1996  | 1/2 finale Mark Knowles       | L. Neiland M. Woodforde     | 2e tour (1/16) P. Galbraith   | Nicole Arendt Luke Jensen    | 1er tour (1/32) Mark Knowles | Kimberly Po Rikard Bergh    | Victoire P. Galbraith        | M. Bollegraf Rick Leach     |
| 1997  | 1/4 de finale P. Galbraith    | A. Kournikova Mark Knowles  | Finale P. Galbraith           | Rika Hiraki M. Bhupathi      | 2e tour (1/16) P. Galbraith  | M. Hingis J. de Jager       | 1/2 finale P. Galbraith      | Mercedes Paz Pablo Albano   |
| 1998  | 1/4 de finale P. Galbraith    | V. Williams J. Gimelstob    | 3e tour (1/8) P. Galbraith    | R. McQuillan D. Macpherson   | 1er tour (1/32) P. Galbraith | K. Radford Sandon Stolle    | Finale P. Galbraith          | S. Williams Max Mirnyi      |
| 1999  | 1er tour (1/16) P. Galbraith  | M. Oremans Nicklas Kulti    | 1/4 de finale Leander Paes    | L. Neiland Rick Leach        | Victoire Leander Paes        | A. Kournikova J. Björkman   | 2e tour (1/8) Leander Paes   | Kimberly Po D. Johnson      |
| 2000  | 1er tour (1/16) Leander Paes  | K. Boogert David Adams      | 3e tour (1/8) Leander Paes    | M. de Swardt David Adams     | 3e tour (1/8) Paul Haarhuis  | Likhovtseva Mark Knowles    | 1er tour (1/16) Leander Paes | B. Schett Joshua Eagle      |
| 2001  | 2e tour (1/8) Leander Paes    | C. Morariu E. Ferreira      | 1/4 de finale Leander Paes    | Paola Suárez Jaime Oncins    | 3e tour (1/8) Leander Paes   | Lisa McShea Bob Bryan       | Finale Leander Paes          | Rennae Stubbs T. Woodbridge |
| 2002  | 2e tour (1/8) Mike Bryan      | J. Husárová Pavel Vízner    | 2e tour (1/8) Leander Paes    | Elena Bovina Mark Knowles    | 1/4 de finale Leander Paes   | D. Hantuchová Kevin Ullyett | Victoire Mike Bryan          | K. Srebotnik Bob Bryan      |
| 2003  | 2e tour (1/8) Mike Bryan      | E. Daniilídou T. Woodbridge | Victoire Mike Bryan           | Likhovtseva M. Bhupathi      | 1/4 de finale Mike Bryan     | Navrátilová Leander Paes    | 1/4 de finale Mike Bryan     | Cara Black Wayne Black      |
| 2004  | 1/4 de finale Kevin Ullyett   | Elena Bovina N. Zimonjić    | 1er tour (1/16) Mike Bryan    | A. Sánchez Daniel Nestor     | 2e tour (1/16) Mike Bryan    | B. Schett R. Schüttler      | 2e tour (1/8) M. Bhupathi    | Alicia Molik T. Woodbridge  |
| 2005  | -                             | -                           | 1/4 de finale M. Bhupathi     | A. Myskina J. Björkman       | 1/2 finale J. Björkman       | Mary Pierce M. Bhupathi     | 2e tour (1/8) J. Björkman    | D. Hantuchová M. Bhupathi   |
| 2006  | 2e tour (1/8) J. Björkman     | M. Hingis M. Bhupathi       | 1er tour (1/16) J. Björkman   | B. Stewart M. Matkowski      | 3e tour (1/8) J. Björkman    | A.-L. Grönefeld F. Čermák   | 1er tour (1/16) J. Björkman  | M. Krajicek Lukáš Dlouhý    |
| 2007  | 1/4 de finale Bob Bryan       | V. Azarenka Max Mirnyi      | 1/4 de finale Bob Bryan       | K. Srebotnik N. Zimonjić     | 2e tour (1/16) Mike Bryan    | Melanie South A. Bogdanovic | 1er tour (1/16) N. Zimonjić  | V. Azarenka Max Mirnyi      |
| 2008  | 2e tour (1/8) Simon Aspelin   | Sania Mirza M. Bhupathi     | 1er tour (1/16) Simon Aspelin | K. Bondarenko Jordan Kerr    | 3e tour (1/8) Simon Aspelin  | Květa Peschke Pavel Vízner  | 2e tour (1/8) Marcelo Melo   | Jill Craybas Eric Butorac   |
| 2009  | 1er tour (1/16) M. Matkowski  | I. Benešová Lukáš Dlouhý    | 2e tour (1/8) M. Matkowski    | A.-L. Grönefeld Mark Knowles | 3e tour (1/8) M. Matkowski   | I. Benešová Lukáš Dlouhý    | 1/4 de finale M. Matkowski   | C. Gullickson T. Parrott    |
| 2010  | 1/2 finale Wesley Moodie      | Cara Black Leander Paes     | 1er tour (1/16) Wesley Moodie | Vania King C. Kas            | Finale Wesley Moodie         | Cara Black Leander Paes     | 1/4 de finale Wesley Moodie  | Liezel Huber Bob Bryan      |
| 2011  | 1er tour (1/16) Wesley Moodie | B. Mattek Horia Tecău       | 1er tour (1/16) Oliver Marach | E. Makarova Bruno Soares     | 2e tour (1/16) Dick Norman   | Jocelyn Rae Colin Fleming   | 2e tour (1/8) Scott Lipsky   | J. Gajdošová Bruno Soares   |
| 2012  | 1/4 de finale Rohan Bopanna   | Elena Vesnina Leander Paes  | 1er tour (1/16) Rohan Bopanna | N. Grandin Paul Hanley       | Victoire Mike Bryan          | Elena Vesnina Leander Paes  | 1er tour (1/16) Mike Bryan   | E. Makarova Bruno Soares    |
| 2013  | -                             | -                           | 1/4 de finale Bruno Soares    | Liezel Huber Marcelo Melo    | Finale Bruno Soares          | K. Mladenovic Daniel Nestor | 2e tour (1/8) J.-J. Rojer    | Chan Hao-ching M. Emmrich   |
| 2014  | 2e tour (1/8) Fyrstenberg     | K. Mladenovic Daniel Nestor | 1er tour (1/16) John Peers    | Arantxa Parra S. González    | -                            | -                           | 1er tour (1/16) Scott Lipsky | Květa Peschke M. Matkowski  |
| 2015  | 2e tour (1/8) R. Lindstedt    | Cara Black J. S. Cabal      | -                             | -                            | 1er tour (1/32) Neal Skupski | Tomljanović Ivan Dodig      | 2e tour (1/8) Jamie Murray   | Y. Shvedova J. S. Cabal     |

Sous le résultat, le partenaire ; à droite, l’ultime équipe adverse.

## Parcours en «Premier Mandatory» et «Premier 5»
Découlant d'une réforme du circuit WTA inaugurée en 2009, les tournois WTA « Premier Mandatory » et « Premier 5 » constituent les catégories d'épreuves les plus prestigieuses, après les quatre levées du Grand Chelem.

### En double dames
N.B. : le nom de la partenaire se trouve sous le résultat ; le nom des ultimes adversaires se trouve à droite.

## Parcours aux Masters

### En double dames
| #  | Date       | Nom de l'édition                           | ($)       | Surface         | Résultat      | Partenaire        | Ultimes adversaires                  | Score          |          |
| -- | ---------- | ------------------------------------------ | --------- | --------------- | ------------- | ----------------- | ------------------------------------ | -------------- | -------- |
| 1  | 14/11/1994 | Virginia Slims Championships New York      | 3 500 000 | Moquette (int.) | 1/4 de finale | Lindsay Davenport | Jana Novotná Arantxa Sánchez         | 6-2, 6-2       | Parcours |
| 2  | 18/11/1996 | Chase Championships New York               | 2 000 000 | Moquette (int.) | 1/4 de finale | Rennae Stubbs     | Lindsay Davenport Mary Joe Fernández | 6-2, 6-2       | Parcours |
| 3  | 16/11/1998 | Chase Championships New York               | 2 000 000 | Moquette (int.) | 1/2 finale    | Rennae Stubbs     | Lindsay Davenport Natasha Zvereva    | 6-3, 6-1       | Parcours |
| 4  | 15/11/1999 | Chase Championships New York               | 2 000 000 | Moquette (int.) | 1/2 finale    | Rennae Stubbs     | Martina Hingis Anna Kournikova       | 4-6, 7-6, 6-0  | Parcours |
| 5  | 13/11/2000 | Chase Championships New York               | 2 000 000 | Moquette (int.) | 1/2 finale    | Rennae Stubbs     | Martina Hingis Anna Kournikova       | 6-4, 6-2       | Parcours |
| 6  | 29/10/2001 | Sanex Championships Munich                 | 3 000 000 | Dur (int.)      | Victoire      | Rennae Stubbs     | Cara Black Elena Likhovtseva         | 7-5, 3-6, 6-3  | Parcours |
| 7  | 04/11/2002 | Home Depot Championships Los Angeles       | 3 000 000 | Dur (int.)      | 1/2 finale    | Rennae Stubbs     | Cara Black Elena Likhovtseva         | 3-6, 6-3, 7-64 | Parcours |
| 8  | 07/11/2005 | Tour Championships by Porsche Los Angeles  | 3 000 000 | Dur (int.)      | Victoire      | Samantha Stosur   | Cara Black Rennae Stubbs             | 6-75, 7-5, 6-4 | Parcours |
| 9  | 06/11/2006 | Sony Ericsson Championships Madrid         | 3 000 000 | Dur (int.)      | Victoire      | Samantha Stosur   | Cara Black Rennae Stubbs             | 3-6, 6-3, 6-3  | Parcours |
| 10 | 26/10/2010 | WTA Championships Doha                     | 4 550 000 | Dur (ext.)      | 1/2 finale    | Rennae Stubbs     | Květa Peschke Katarina Srebotnik     | 7-66, 6-3      | Parcours |
| 11 | 25/10/2011 | TEB BNP Paribas WTA Championships Istanbul | 4 900 000 | Dur (int.)      | Victoire      | Liezel Huber      | Květa Peschke Katarina Srebotnik     | 6-4, 6-4       | Parcours |
| 12 | 23/10/2012 | TEB BNP Paribas WTA Championships Istanbul | 4 900 000 | Dur (int.)      | 1/2 finale    | Liezel Huber      | Andrea Hlaváčková Lucie Hradecká     | 7-66, 6-1      | Parcours |

## Parcours aux Jeux olympiques

### En simple dames
| # | Date       | Nom de l'olympiade           | Surface    | Résultat      | Ultime adversaire | Score    |          |
| - | ---------- | ---------------------------- | ---------- | ------------- | ----------------- | -------- | -------- |
| 1 | 15/08/2004 | Olympic Tennis Event Athènes | Dur (ext.) | 3e tour (1/8) | Alicia Molik      | 6-4, 6-4 | Parcours |

### En double dames
| # | Date       | Nom de l'olympiade             | Surface      | Résultat                 | Partenaire          | Ultimes adversaires             | Score         |          |
| - | ---------- | ------------------------------ | ------------ | ------------------------ | ------------------- | ------------------------------- | ------------- | -------- |
| 1 | 15/08/2004 | Olympic Tennis Event Athènes   | Dur (ext.)   | 1/4 de finale            | Martina Navrátilová | Shinobu Asagoe Ai Sugiyama      | 6-4, 4-6, 6-4 | Parcours |
| 2 | 28/07/2012 | Olympic Tennis Event Wimbledon | Gazon (ext.) | 4e place (petite finale) | Liezel Huber        | Maria Kirilenko · Nadia Petrova | 4-6, 6-4, 6-1 | Parcours |

### En double mixte
| # | Date       | Nom de l'olympiade             | Surface      | Résultat | Partenaire | Ultimes adversaires            | Score            |          |
| - | ---------- | ------------------------------ | ------------ | -------- | ---------- | ------------------------------ | ---------------- | -------- |
| 1 | 28/07/2012 | Olympic Tennis Event Wimbledon | Gazon (ext.) | Bronze   | Mike Bryan | Christopher Kas Sabine Lisicki | 6-3, 4-6, [10-4] | Parcours |

## Parcours en Fed Cup
| #                                                                      | Date       | Lieu           | Surface         | Gagnante(s)                       | Perdante(s)                        | Score           |          |
|                                                                        |            |                |                 |                                   |                                    |                 |          |
| 1997 - Barrage (groupe mondial I) - États-Unis - Japon - 5 : 0         |            |                |                 |                                   |                                    |                 |          |
| 1                                                                      | 12/07/1997 | Chestnut Hill  | Dur (ext.)      | Lindsay Davenport Lisa Raymond    | Naoko Kijimuta Nana Miyagi         | 6-4, 6-4        | Parcours |
|                                                                        |            |                |                 |                                   |                                    |                 |          |
| 1998 - 1/4 de finale (groupe mondial) - États-Unis - Pays-Bas - 5 : 0  |            |                |                 |                                   |                                    |                 |          |
| 2                                                                      | 18/04/1998 | Kiawah Island  | Terre (ext.)    | Mary Joe Fernández Lisa Raymond   | Manon Bollegraf Caroline Vis       | 6-1, ab.        | Parcours |
|                                                                        |            |                |                 |                                   |                                    |                 |          |
| 1998 - 1/2 finale (groupe mondial) - Espagne - États-Unis - 3 : 2      |            |                |                 |                                   |                                    |                 |          |
| 3                                                                      | 25/07/1998 | Madrid         | Terre (ext.)    | Arantxa Sánchez                   | Lisa Raymond                       | 6-74, 6-3, 6-0  | Parcours |
| 3                                                                      | 25/07/1998 | Madrid         | Terre (ext.)    | Conchita Martínez                 | Lisa Raymond                       | 7-61, 6-4       | Parcours |
| 3                                                                      | 25/07/1998 | Madrid         | Terre (ext.)    | Conchita Martínez Arantxa Sánchez | Mary Joe Fernández Lisa Raymond    | 6-4, 6-75, 11-9 | Parcours |
|                                                                        |            |                |                 |                                   |                                    |                 |          |
| 2000 - 1/2 finale (groupe mondial) - États-Unis - Belgique - 2 : 1     |            |                |                 |                                   |                                    |                 |          |
| 4                                                                      | 22/11/2000 | Las Vegas      | Moquette (int.) | Els Callens Dominique Monami      | Jennifer Capriati Lisa Raymond     | 6-3, 7-5        | Parcours |
|                                                                        |            |                |                 |                                   |                                    |                 |          |
| 2000 - Finale (groupe mondial) - États-Unis - Espagne - 5 : 0          |            |                |                 |                                   |                                    |                 |          |
| 5                                                                      | 24/11/2000 | Las Vegas      | Moquette (int.) | Jennifer Capriati Lisa Raymond    | Virginia Ruano Magüi Serna         | 4-6, 6-4, 6-2   | Parcours |
|                                                                        |            |                |                 |                                   |                                    |                 |          |
| 2002 - 1er tour (groupe mondial) - États-Unis - Autriche - 2 : 3       |            |                |                 |                                   |                                    |                 |          |
| 6                                                                      | 27/04/2002 | Charlotte (NC) | Terre (ext.)    | Lisa Raymond Monica Seles         | Evelyn Fauth Marion Maruska        | 6-1, 7-64       | Parcours |
|                                                                        |            |                |                 |                                   |                                    |                 |          |
| 2002 - Barrage (groupe mondial I) - États-Unis - Israël - 5 : 0        |            |                |                 |                                   |                                    |                 |          |
| 7                                                                      | 20/07/2002 | Springfield    | Dur (ext.)      | Lisa Raymond Meghann Shaughnessy  | Tzipora Obziler Hila Rosen         | 6-3, 6-0        | Parcours |
|                                                                        |            |                |                 |                                   |                                    |                 |          |
| 2003 - 1/4 de finale (groupe mondial) - États-Unis - Italie - 5 : 0    |            |                |                 |                                   |                                    |                 |          |
| 8                                                                      | 19/07/2003 | Washington     | Dur (ext.)      | Lisa Raymond Alexandra Stevenson  | Tathiana Garbin Ant. Serra Zanetti | 6-1, 6-2        | Parcours |
|                                                                        |            |                |                 |                                   |                                    |                 |          |
| 2003 - 1/2 finale (groupe mondial) - États-Unis - Belgique - 4 : 1     |            |                |                 |                                   |                                    |                 |          |
| 9                                                                      | 19/11/2003 | Moscou         | Moquette (int.) | Lisa Raymond                      | Els Callens                        | 6-2, 6-1        | Parcours |
| 9                                                                      | 19/11/2003 | Moscou         | Moquette (int.) | Lisa Raymond                      | Elke Clijsters                     | 6-2, 6-1        | Parcours |
| 9                                                                      | 19/11/2003 | Moscou         | Moquette (int.) | Martina Navrátilová Lisa Raymond  | Elke Clijsters Caroline Maes       | 6-1, 6-4        | Parcours |
|                                                                        |            |                |                 |                                   |                                    |                 |          |
| 2003 - Finale (groupe mondial) - États-Unis - France - 1 : 4           |            |                |                 |                                   |                                    |                 |          |
| 10                                                                     | 22/11/2003 | Moscou         | Moquette (int.) | Amélie Mauresmo                   | Lisa Raymond                       | 6-4, 6-3        | Parcours |
| 10                                                                     | 22/11/2003 | Moscou         | Moquette (int.) | Martina Navrátilová Lisa Raymond  | Stéphanie Cohen Émilie Loit        | 6-4, 6-0        | Parcours |
|                                                                        |            |                |                 |                                   |                                    |                 |          |
| 2004 - 1er tour (groupe mondial) - Slovénie - États-Unis - 1 : 4       |            |                |                 |                                   |                                    |                 |          |
| 11                                                                     | 24/04/2004 | Portorož       | Terre (ext.)    | Tina Pisnik                       | Lisa Raymond                       | 7-5, 7-5        | Parcours |
| 11                                                                     | 24/04/2004 | Portorož       | Terre (ext.)    | Lisa Raymond                      | Katarina Srebotnik                 | 5-7, 6-3, 6-4   | Parcours |
| 11                                                                     | 24/04/2004 | Portorož       | Terre (ext.)    | Martina Navrátilová Lisa Raymond  | Tina Križan Katarina Srebotnik     | 6-1, 1-6, 6-0   | Parcours |
|                                                                        |            |                |                 |                                   |                                    |                 |          |
| 2004 - 1/4 de finale (groupe mondial) - Autriche - États-Unis - 4 : 1  |            |                |                 |                                   |                                    |                 |          |
| 12                                                                     | 10/07/2004 | Innsbruck      | Terre (ext.)    | Barbara Schett                    | Lisa Raymond                       | 6-2, 6-4        | Parcours |
| 12                                                                     | 10/07/2004 | Innsbruck      | Terre (ext.)    | Barbara Schwartz                  | Lisa Raymond                       | 7-63, 4-6, 10-8 | Parcours |
|                                                                        |            |                |                 |                                   |                                    |                 |          |
| 2007 - 1/4 de finale (groupe mondial) - États-Unis - Belgique - 5 : 0  |            |                |                 |                                   |                                    |                 |          |
| 13                                                                     | 21/04/2007 | Delray Beach   | Dur (ext.)      | Vania King Lisa Raymond           | Tamaryn Hendler Caroline Maes      | 6-1, 6-2        | Parcours |
|                                                                        |            |                |                 |                                   |                                    |                 |          |
| 2007 - 1/2 finale (groupe mondial) - États-Unis - Russie - 2 : 3       |            |                |                 |                                   |                                    |                 |          |
| 14                                                                     | 14/07/2007 | Stowe          | Dur (ext.)      | Nadia Petrova Elena Vesnina       | Venus Williams Lisa Raymond        | 7-5, 7-61       | Parcours |
|                                                                        |            |                |                 |                                   |                                    |                 |          |
| 2008 - 1/4 de finale (groupe mondial) - États-Unis - Allemagne - 4 : 1 |            |                |                 |                                   |                                    |                 |          |
| 15                                                                     | 02/02/2008 | La Jolla       | Dur (ext.)      | Lisa Raymond Lindsay Davenport    | Anna-Lena Grönefeld Tatjana Malek  | 6-2, 6-0        | Parcours |

## Classements WTA en fin de saison

### En simple
| Année | 1989 | 1990 | 1991 | 1992 | 1993 | 1994 | 1995 | 1996 | 1997 | 1998 | 1999 | 2000 | 2001 | 2002 | 2003 | 2004 | 2005 | 2006 |
| Rang  | 449  | 328  | 251  | 76   | 54   | 44   | 20   | 27   | 17   | 27   | 28   | 31   | 22   | 29   | 28   | 30   | 76   | 128  |

Source : (en) « Classements de Lisa Raymond », sur le site officiel du WTA Tour

### En double
| Année | 1990 | 1991 | 1992 | 1993 | 1994 | 1995 | 1996 | 1997 | 1998 | 1999 | 2000 | 2001 | 2002 | 2003 | 2004 | 2005 | 2006 | 2007 | 2008 | 2009 | 2010 | 2011 | 2012 | 2013 | 2014 | 2015 |
| Rang  | 218  | 725  | -    | 32   | 10   | 16   | 12   | 12   | 5    | 5    | 5    | 1    | 3    | 5    | 10   | 3    | 1    | 3    | 8    | 18   | 9    | 4    | 6    | 29   | 44   | 61   |

Source : (en) « Classements de Lisa Raymond », sur le site officiel du WTA Tour